# Landulph
 (septembre 2023).
Landulph est une paroisse civile et un hameau des Cornouailles, en Angleterre.